# Hendrik Frensch Verwoerd
Hendrik Frensch Verwoerd (Amsterdam, 8 settembre 1901 – Città del Capo, 6 settembre 1966) è stato un politico e psicologo sudafricano  afrikaner di origine nederlandese, Primo ministro dal 1958 al 1966.
Fu il principale teorizzatore dello sviluppo separato delle comunità, di fatto segregazione razziale, e colui che, al governo, ne edificò la struttura pratica, tanto che è soprannominato "l'architetto dell'apartheid". Verwoerd definiva l'apartheid come "una politica di buon vicinato".
Fu assassinato con cinque coltellate in Parlamento dall'attivista comunista di origine greco-mozambicana Dimitri Tsafendas, il quale riteneva che la "scomparsa" di Verwoerd avrebbe causato un "radicale mutamento" nella politica sudafricana.

## Biografia

### Giovinezza e studi
Verwoerd nasce ad Amsterdam da una famiglia olandese che nel 1903 decise di emigrare in Sudafrica, a Wynberg. Boero d'adozione, Verwoerd partecipa sin da giovane al fervente nazionalismo della sua comunità contro il Regno Unito, ancora segnata dalle guerre anglo-boere. Dopo aver frequentato la scuola primaria a Wynberg, si trasferisce nel 1913 al seguito della famiglia in Rhodesia, a Bulawayo, e si iscrive alla Milton High School. Nel 1917 la famiglia ritorna in Sudafrica, trasferendosi nell'Orange, a Brandfort. Si iscrive quindi all'Università di Stellenbosch, alla facoltà di psicologia, laureandosi a pieni voti nel 1922 e completando il dottorato di ricerca nel 1924.
Negli anni precedenti alla seconda guerra mondiale Verwoerd svolge attività di psicologo e sociologo. A metà degli anni venti, per motivi di studio soggiorna a lungo in Germania, in particolare a Berlino, Lipsia ed Amburgo. In Germania incontra Betsie Schoombie, che sposa il 7 gennaio 1927. Insieme a lei si reca prima in Gran Bretagna e poi negli Stati Uniti d'America.
Tra i lavori pubblicati in questo periodo:
- "Effetti della depressione" ("Afstomping van Gemoedsaandoenige") (1924)
- "Un metodo per la produzione sperimentale delle emozioni" (1926)
- "Un contributo alla psicologia pubblicitaria" ("'n Bydrae tot die metodiek en probleemstelling vir die psicologiese ondersoek van koerante-advert") (1928)
- "L'attenzione e il suo controllo" (1928)
- "Effetti della fatica sull'attenzione" (1928)
- "Un contributo all'investigazione sperimentale della testimonianza" (1929)
- Criteri oggettivi per determinare le personalità" ("Oor die oste van objektiewe persoonlikheidsbepalingskemas") (1930)
- "Dell'umana personalità e sua descrizione" ("Oor die persoonlikheid van die mens en die beskrywing daarvan") (1930)

Intanto nel 1928 rientra con la famiglia in Sudafrica, dove diventa professore di psicologia e poi capo del dipartimento di sociologia all'Università di Stellenbosch.

### L'inizio della carriera politica
Con la seconda metà degli anni trenta Verwoerd intraprende la carriera politica nell'ambito del Partito Nazionale, divenendo nel 1937 direttore del giornale nazionalista Die Transvaler. In tale veste, diventa sostenitore e portavoce dell'ala più tradizionalista, cristiana e sociale del partito, ponendo la difesa del lavoro con un'accezione fortemente anticapitalistica e contraria al Regno Unito, secondo i critici fascista e filo-nazista. Nella politica interna, Verwoerd inizia a propugnare un sistema di sviluppo separato di comunità (l'apartheid) molto diverso da quello di fatto già introdotto dal generale Jan Smuts. Mentre quest'ultimo si limitava a fissare barriere tra le differenti etnie, Verwoerd cerca una giustificazione filosofica per tale pratica, asserendo che l'apartheid sia uno strumento finalizzato ad ottenere uno sviluppo autonomo, "armonico" e non "vicendevolmente corrotto" delle etnie.

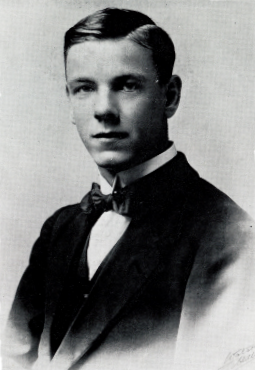
Verwoerd nel 1924

Per Verwoerd l'organizzazione dello Stato deve prendere le mosse dal fatto che il Sudafrica è composto da un numero elevato di etnie profondamente differenti. Da questa constatazione, egli deriva il principio che ogni etnia deve svilupparsi in modo separato dalle altre, in un proprio contesto sociale, economico e territoriale separato. Naturalmente alla etnia bianca boera, da lui ritenuta fondatrice del paese, Verwoerd riservava una posizione di assoluto privilegio, con un diritto/dovere di gestire in posizione dominante lo sviluppo separato delle comunità. Addirittura per Verwoerd anche la componente bianca anglosassone, benché integrata nello Stato sudafricano bianco, doveva essere tenuta ai margini della gestione politica e curarsi soprattutto degli affari commerciali del paese. Secondo questa impostazione, gli asiatici avrebbero dovuto occuparsi del piccolo commercio delle grandi città, mentre le varie tribù bantu e i Meticci del Capo avrebbero dovuto raccogliersi in decentrati ghetti tribali.

### L'ingresso al governo e l'applicazione compiuta dell'apartheid
Nel 1948 il nuovo governo Malan accoglie gran parte dei principi xenofobi esposti da Verwoerd e crea le basi per la messa in atto dell'apartheid, con l'introduzione di norme che, tra l'altro, vietano i matrimoni misti, i rapporti sessuali tra soggetti di etnie diverse, limitano le libertà di movimento e istituiscono aree separate per ciascuna etnia. Nel 1950 diventa Ministro degli affari dei nativi bantu, carica ideale per mettere in pratica le proprie idee. Verwoerd intraprende un lavoro incessante ed è l'autore delle principali norme emanate circa i Bantustan.
Nel 1958 diventa primo ministro, carica ricoperta fino alla morte avvenuta nel 1966. In tale ruolo applicherà compiutamente ciò che aveva precedentemente teorizzato.

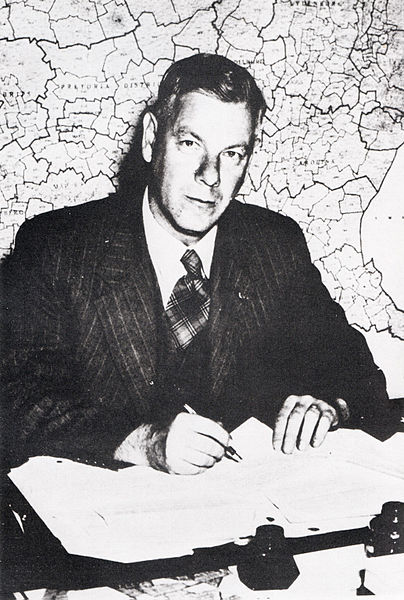
Hendrik Verwoerd nel 1945

Le leggi principali emanate per applicare la struttura politico-sociale alla base dell'apartheid sono:
- "Promozione dell'autogoverno nero" (1958). Con questa legge si introduce una classificazione della popolazione sudafricana in 8 gruppi etnici e si avvia la politica dei bantustan, letteralmente le "patrie bantu", ovvero luoghi di segregazione per la popolazione nera, nominalmente indipendenti, ma che restavano concretamente sotto il controllo dell'autorità centrale bianca; si vieta, tra l'altro, il diritto di voto alle etnie africane e indiane e si limitano fortemente le possibilità di spostamento tra i territori.
- "Promozione degli investimenti nelle patrie bantu" (1959). Legge che offre incentivi alle corporazioni per trasferire i loro capitali dal Sudafrica amministrato dai bianchi ai bantustan locali.
- "Legge sull'educazione" (1959). Con questa legge venivano create università separate per ogni etnia, di fatto proibendo agli studenti di pelle nera di frequentare le meglio organizzate università riservate ai bianchi.

Dal punto di vista prettamente economico il piano di Verwoerd fa leva sui concetti di decentramento ed autodeterminazione. A ciascun bantustan si attribuisce una Corporazione di Sviluppo, anello di congiunzione tra il governo bianco centrale e governo nero locale. I lavoratori devono essere tutelati dallo Stato senza l'ingerenza di qualsivoglia ente privato capitalistico. Nel corso del tempo vengono insediati 10 bantustan etnicamente caratterizzati: Transkei, Bophuthatswana, Venda, Ciskei, KwaZulu, Lebowa, QwaQwa, Gazankulu, KaNgwane, KwaNdebele.
In politica estera Verwoerd instaura buoni rapporti con Rhodesia, Portogallo, Swaziland e Lesotho, mentre rimangono sempre estremamente tesi quelli con gli altri stati africani e pessimi quelli con gli Stati Uniti d'America, il Regno Unito e le Nazioni Unite. Nel 1961 il Sudafrica viene espulso dal Commonwealth.
Il 31 maggio Verwoerd proclama la repubblica. La data scelta non è casuale: il 31 maggio 1902 aveva segnato la fine delle guerre anglo-boere.
Il 6 novembre 1962 l'Assemblea generale delle Nazioni Unite tramite la risoluzione 1761 condanna le politiche di apartheid del governo sudafricano. Nello stesso anno chiede ai propri membri di recidere i legami politici, fiscali e i rapporti di comunicazione con lo Stato. Il 7 agosto 1963, il Consiglio delle nazioni unite approva la risoluzione 181 a favore di un embargo della vendita di armi al Sudafrica, e, nello stesso anno, cominciano i lavori del Comitato Speciale contro l'Apartheid, istituito dall'ONU l'anno prima per pianificare azioni a sfavore del governo di Verwoerd.

Verwoerd nel 1950 definì così il sistema di apartheid o sviluppo separato: 

### La morte

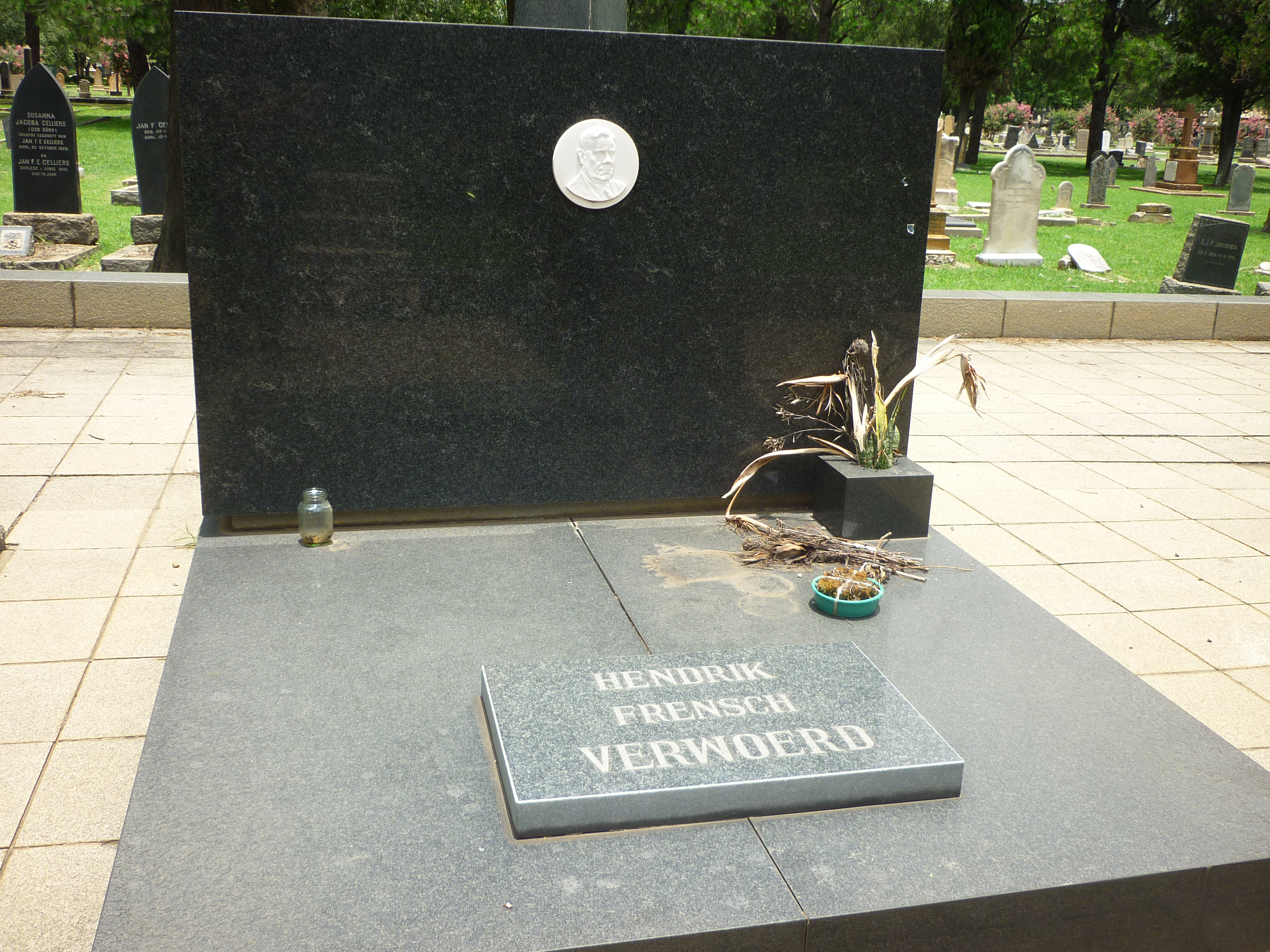
Tomba al cimitero Heroes' Acre a Pretoria

Dopo un tentato omicidio a colpi di pistola nel 1960 da parte di un uomo d'affari con problemi psichici e di idee liberali, nel 1966 Verwoerd fu assassinato a coltellate in parlamento dall'impiegato parlamentare greco-mozambicano Dimitri Tsafendas (1918-1999), attivista anti-Apartheid comunista, che sfuggirà alla pena di morte con una dichiarazione di infermità mentale.

## L'apartheid dopo Verwoerd
Le idee di Verwoerd vennero raccolte in particolare dal Partito Nazionale almeno fino agli anni ottanta, dal Partito Nazionale Rifondato del Sudafrica (con connotazioni a sfondo religioso) e dal Partito Conservatore, mentre in epoca contemporanea la sua memoria è coltivato soprattutto dal Fronte della Libertà Più, partito nazionalista afrikaner dichiaratamente antidemocratico, che lo considera un eroe nazionale, e pur non propugnando più l'apartheid, supporta lo sviluppo separato.
Altri membri della sua famiglia hanno proseguito l'attività politica: 
- la moglie Betsie Verwoerd, morta a 98 anni del 2000[3], membro del Partito Conservatore e fondatrice di una comunità boera (volkstaat) ad Orania;
- il nipote ex filio Wilhelm Verwoerd, con una politica opposta a quella del nonno, promuovendo l'integrazione dei boeri nel regime dell'ANC, cui ha aderito sin dagli anni ottanta;
- la moglie del nipote Melanie Verwoerd, deputata dell'ANC, Ambasciatrice in Irlanda.
- il genero Carel Boshoff, membro del Fronte della Libertà Più e direttore generale della comunità boera di Orania.